# Simon Singh

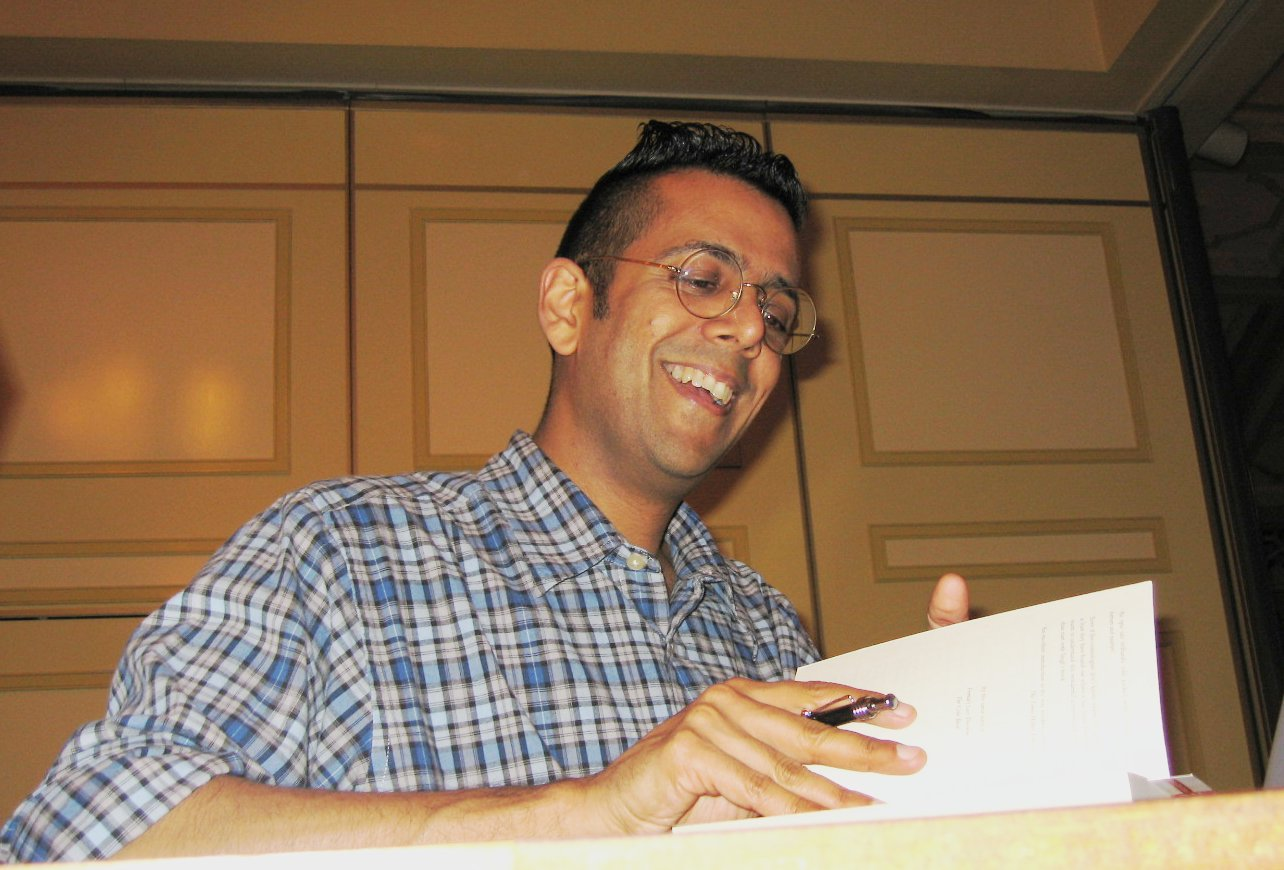
Simon Singh dá autógrafos

Simon Lehna Singh (Wellington, condado de Somerset, Inglaterra, 1964) é um autor britânico.
Singh é o autor do livro O Último Teorema de Fermat, que narra a história do enigma mais longo da Matemática, o Último Teorema de Fermat.
Lançado no Brasil pela Editora Record em 1998, o livro O Último Teorema de Fermat teve versão para a televisão na série de documentários científicos da BBC "Horizon".
É autor também dos livros Big Bang e O Livro dos Códigos.

## Publicações
- Fermat's Last Theorem (1997) – the theorem's initial conjecture and eventual proof
- The Code Book (1999) – a history of cryptography – ISBN 978-1-85702-879-9
- Big Bang (2004) – discusses models for the origin of the universe – ISBN 0-00-719382-3
- Trick or Treatment?: Alternative Medicine on Trial (2008) (with Edzard Ernst) – examines various types of alternative medicine, finds lack of evidence – ISBN 0-593-06129-2
- The Simpsons and Their Mathematical Secrets (2013) – highlights mathematical references in The Simpsons – ISBN 1-620-40277-7

### Biográficas
- Sítio web oficial de Simon Singh
- Biografia do Dr Simon Singh (do NESTA)

### Shows de rádio
- Simon Singh: The five most important numbers in mathematics
- Simon Singh: Another five numbers
- Simon Singh: A further five numbers

### Outros
- Theatre of Science, Simon Singh and Richard Wiseman funded by NESTA
- Undergraduate Ambassadors' Scheme, co-founded by Simon Singh
- Simon Singh: No miracle cure for junk science